# Jardín botánico Eloy Valenzuela
El Jardín Botánico Eloy Valenzuela es un jardín botánico de 7,5 hectáreas de extensión, ubicado en el municipio de Floridablanca en el noreste de Colombia. Su nombre en honor al botánico, Juan Eloy Valenzuela y Mantilla. Es miembro del BGCI (Botanical Garden Conservation International).

## Localización
Se encuentra en el Oriente colombiano ubicado en el municipio de Floridablanca del departamento de Santander, en el Área Metropolitana de Bucaramanga. Fue creado en 1982.
Planos y vistas satelitales.7°04′06.2″N 73°05′23.7″O / 7.068389, -73.089917

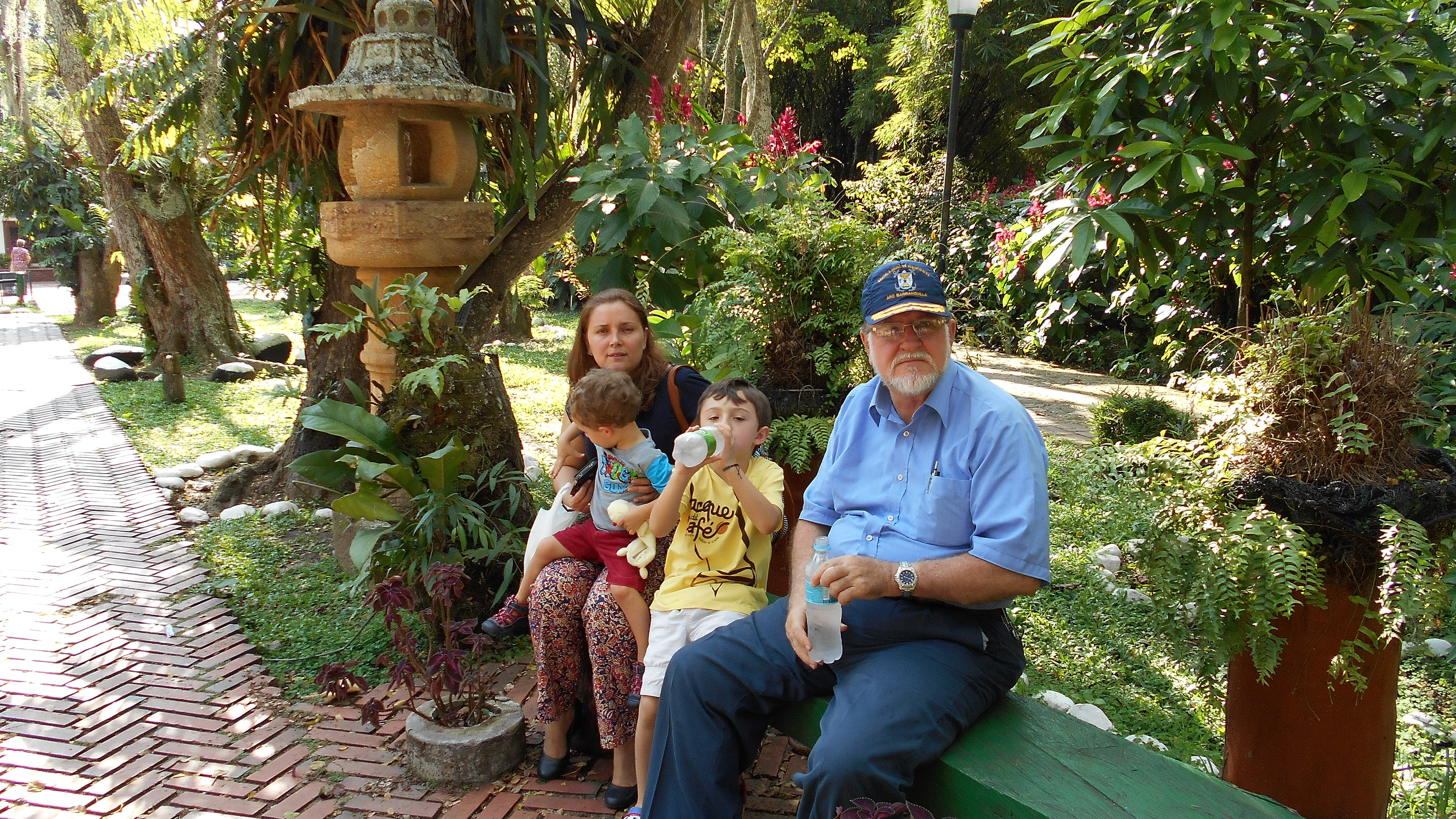
Jardín Botánico Eloy Valenzuela

## Misión
Generar conocimientos sobre la biodiversidad vegetal del nororiente de Santander; que conlleven al uso sostenible y a la preservación de los recursos genéticos, propendiendo por la creación de una ética ecológica ciudadana para el desarrollo armonioso de la población santandereana, dentro del marco de preservación de los recursos naturales.

## Visión
El jardín botánico se consolidará como el primer centro de investigación científica de la flora nativa del departamento de Santander, donde a la vez; se conserve la riqueza genética de las especies vegetales y se desarrolle investigación en métodos y técnicas de propagación de especies, restauración de ecosistemas degradados y potencialidad de uso de especies promisoras, bajo el concepto del desarrollo humano sostenible para el mejoramiento de la calidad de vida de la población santandereana.

## Historia
Fue fundado según la Ley 13, el 20 de enero de 1982 e inaugurado el 3 de agosto de 1990, por iniciativa de Luis Arango Restrepo quien desarrolló en la finca El Paragüitas, bellos bosques nativos, coleccionó orquídeas y diseñó espacios para exhibir la flora regional santandereana.
El jardín botánico, miembro fundador de la red nacional de jardines botánicos en Colombia, fue legalizado ante el ministerio de medio ambiente y el instituto de investigaciones biológicas Alexander Humboldt en el año 2000 como lo estipula la ley 299 de julio de 1996.

## Colecciones
El Jardín Botánico Eloy Valenzuela alberga una colección de unas 400 especies de plantas vivas.
- Herbario con 3500 pliegos de plantas del Departamento de Santander

## Actividades
Está enfocada en el estudio, investigación y conservación de la Flora del Oriente colombiano y de sensibilizar a todo aquel que ingrese a este increíble lugar de la importancia que tiene mantener nuestro medio libre de contaminación, pues es la única esperanza de una vida estable.